# Father Murphy
Father Murphy är en amerikansk westerndramaserie från 1981–1983. Serien skapades av Michael Landon. Huvudrollerna spelas av Merlin Olsen, Moses Gunn och Katherine Cannon. Nybyggaren John Michael Murphy slår sig ihop med guldgrävaren Moses Gage i 1870-talets Kansas. Under deras äventyr ikläder sig Murphy rollen som präst för att rädda några föräldralösa barn från arbetshuset.

## Rollista i urval
- Merlin Olsen – John Michael Murphy[1]
- Moses Gunn – Moses Gage
- Katherine Cannon – Mae Woodward[2]
- Timothy Gibbs – Will Adams
- Scott Mellini – Ephram Winkler
- Lisa Trusel – Lizette Winkler
- Kirk Brennan – David Sims
- Byron Thames – Matt Sims
- Chez Lister – Eli Matthews
- Richard Bergman – Father Joe Parker
- Charles Tyner – Howard Rodman
- Ivy Bethune – Evelyn Tuttle
- Burr DeBenning – Paul/Richard Garrett
- Ted Markland – Frank

Gästskådespelare
- Shannen Doherty
- Mykelti Williamson
- Kellie Martin
- John Pickard
- Eddie Quillan
- Christina Applegate
- Amanda Peterson
- Donna Wilkes
- Tina Yothers
- Mary Beth Evans
- Wilfrid Hyde-White
- Jerry Hardin
- James Cromwell